# Ноаска
Ноаска (італ. Noasca, п'єм. Noasca) — муніципалітет в Італії, у регіоні П'ємонт,  метрополійне місто Турин.
Ноаска розташована на відстані близько 580 км на північний захід від Рима, 55 км на північний захід від Турина.
Населення — 150 осіб (2014).
Щорічний фестиваль відбувається 15 серпня. Покровителька — Богородиця Небовзята.

## Демографія
Населення за роками:

Станом на 1 січня 2023 року в муніципалітеті офіційно проживало 5 іноземців (громадян Румунії).

## Сусідні муніципалітети
- Черезоле-Реале
- К'яламберто
- Коньє
- Гроскавалло
- Локана
- Вальсаваренке